# سیارک ۲۳۷۵۸
سیارک ۲۳۷۵۸ (به انگلیسی: 23758 Guyuzhou، نامگذاری:1998KG51) بیست و سه هزار و هفتصد و پنجاه و هشتمین سیارک کشف شده‌است که در ۲۳ مه ۱۹۹۸ کشف شد.
قدر مطلق سیارک برابر ۱۴.۸ است.